# Eleanor Parker
Eleanor Jean Parker (Cedarville, Ohio, 1922. június 26. – Palm Springs, Kalifornia, 2013. december 9.) amerikai színésznő, az ötvenes évek filmsztárja. 
Háromszor jelölték Oscar-díjra. Alakításainak sokszínűsége és játékának változatossága miatt Hollywood az Ezerarcú Hölgy névvel is illette.

## Élete

### Kezdőpont
Parker Cedarville-ben született, Ohio államban. Édesanyja, Lola Isett, édesapja, Lester Day Parker, matektanár. Hárman voltak testvérek, Eleanor volt a legfiatalabb. Parker már gyerekként is játszott iskolai darabokban. A Shaw Középiskolában érettségizett, majd felvételt nyert a Rice Summer Színházba Massachusettsben. Később Kaliforniába költözött, ahol a Pasadena Playhouse-on tanult tovább. Ezen évek alatt több felkérést is kapott különböző stúdióktól, hogy menjen el meghallgatásra, azonban Parker mindet visszautasította, mert be akarta fejezni a tanulmányait.
Tizennyolcévesen szerződést kötött a Warner Brothers stúdióval, és 1941-ben megkapta első szerepét Raoul Walsh westernfilmjében, Az utolsó emberigben. Parker partnere Errol Flynn lett volna, azonban a jelenetét kivágták. 1942-ben egy diszpécsert játszott Humphrey Bogart gengszterfilmjében, a Big Shotban, valamint apró szerepet kapott egy háborús témájú filmben, a Busses Roarban. 1943-ban Parker megismerkedett Fred Losse hadnaggyal, a hadsereg fogászával, aki első férje lett, házasságuk azonban csak két évig tartott.

### Útkereső
Parker első nagyobb szerepét a Between Two Worlds-ben kapta meg, ami az 1924-es Outward Bound című színdarabon alapult. A produkció egy csoport utasról szól egy rejtélyes hajón, akik rájönnek, hogy meghaltak és a halál utáni élet vár rájuk. Parker egy olyan asszonyt formál meg, aki nem tudja elfogadni, hogy távol legyen kedvesétől, ezért öngyilkos lesz. 1945-ben ismét a szerető szerepét játszotta John Garfield mellett az Útban van a baj című filmben. 1946-ban Somerset Maugham Örök szolgaság című regénye kapott egy újabb adaptációt. Parker főszerepet kapott, és igazi kihívás volt felülemelkednie a korábban Bette Davis formálta alakításon az 1934-es produkcióból. Partnere Paul Henreid volt. Ugyanebben az évben férjhez ment Bert Friedlobhoz, akinek hivatása filmproducer volt. Három gyermekük született, Susan, Sharon és Richard.
1947-ben Parker pozitív kritikát kapott a Voice of the Turtle vígjátékáért, amiben Ronald Reagan oldalán volt látható. 1948-ban Wilkie Collins nagy sikerű detektívregényét vitték filmvászonra, a Woman In White-ot, amiben Parker két egymásra megszólalásig hasonlító unokatestvért játszik. Ezután Parker egy kisebb szünetet tartott, hogy időt szakíthasson a családjára.
Legközelebb 1950-ben volt látható a mozikban a Caged című filmdrámával, amiben egy helytelenül elítélt fogoly szerepét kapta meg, aki a börtönévek alatt nagy változáson megy át. Parker színjátékát Oscar-díjra jelölték, és elnyerte a legjobb színésznőnek járó díjat a Velencei Nemzetközi Filmfesztiválon.

### Szabadúszó
1951-ben újra Oscarra jelölték a Detektívtörténetben nyújtott alakításáért, ahol Kirk Douglas szerető felesége volt. 19
52-ben Stewart Granger volt a partnere a Scaramouche-ban, majd három produkcióban is Robert Taylorral dolgozott együtt, aki Barbara Stanwyck exférje volt. Ezekből a közreműködésekből az egyik a western vígjáték Sok folyón kell átkelni volt. 1953-ban William Holdennel játszott együtt a Menekülés Fort Bravóból című westernfilmben. Holden volt az, aki bemutatta Parkert a későbbi harmadik férjének, Paul Clemensnek, akitől egy fia, ifjabb Paul született.
1954-ben leforgatta a Hangyainváziót Charlton Hestonnal, 1955-ben pedig Parker karrierje újabb fordulóponthoz ért. Az ausztrál polióvírussal megfertőzött operaénekes, Marjorie Lawrence életéről szóló Félbeszakított dallam egyike legjobb alakításainak. Bár az énekesnő énekhangját Eileen Farrell kölcsönözte, Parker nagyon komolyan készült a szerepére: a film kedvéért megtanult huszonkét áriát. Játéka meggyőző volt és érzelemdús, nem hiába jelölték a színésznőt ismét Oscar-díjra. Ugyanebben az évben Frank Sinatra intrikus feleségét formálta meg Az aranykezű férfi című filmben. 1956-ban Clark Gable mellett csillogott az Egy király és négy királynőben, 1957-ben három nőt formált meg a Lizzie-ben egy szerepben: a szégyenlős, visszahúzódó Elisabethet, a felelőtlen, játékos Lizzie-t és az egyszerű Beth-t. Hollywood ezek után méltán hívta Eleanor Parkert az Ezerarcú Hölgynek.
1960-ban Vincente Minnelli adott neki szerepet Robert Mitchum mellé a Haza a dombról című művébe. Parker utolsó nagy szerepe a Return to the Peyton Place-ben volt, ezután már csak mellékszerepekhez jutott. Említendő a bárónői szerepe Julie Andrews musicalében, A muzsika hangjában. A hatvanas évektől a televízió foglalkoztatta, ahol Primetime Emmy-díjra jelölték 1963-ban az NBC pszichológiai sorozatának The Eleventh Hour című epizódjáért. További vendégszerepei voltak a Gyilkos sorokban, a Szerelemhajóban és a Hawaii Five-O-ban.
1966-ban negyedszer ment férjhez, Raymond Hirsch üzletemberhez, akivel annak haláláig együtt élt. Parker utolsó szereplése 1991-ben volt a Dead on the Money című televíziós filmben, majd visszavonult a színészettől. 2013-ban hunyt el tüdőgyulladásban.

## Filmográfia

### Fellépések a Broadwayn[9]
- 1976: Pal Joey

### Filmek
| Év   | Cím                                  | Szerep                            | Magyar hang                                                       |
| ---- | ------------------------------------ | --------------------------------- | ----------------------------------------------------------------- |
| 1942 | The Big Shot                         | diszpécser                        | (nincs a stáblistán)                                              |
| 1942 | Busses Roar                          | Norma                             | –                                                                 |
| 1943 | The Mysterious Doctor                | Letty Carstairs                   | –                                                                 |
| 1943 | Mission to Moscow                    | Emlen Davies                      | –                                                                 |
| 1943 | Irány Tokió!                         | Mike felesége a felvételen (hang) | (nincs a stáblistán)                                              |
| 1944 | Between Two Worlds                   | Ann Bergner                       | –                                                                 |
| 1944 | Atlantic City                        | fürdő hölgy                       | (nincs a stáblistán)                                              |
| 1944 | Crime by Night                       | Irene Carr                        | –                                                                 |
| 1944 | The Last Ride                        | Kitty Kelly                       | –                                                                 |
| 1944 | The Very Thought of You              | Janet Wheeler                     | –                                                                 |
| 1944 | Hollywood Canteen                    | Önmaga                            | –                                                                 |
| 1945 | Útban van a baj                      | Ruth Harley                       | n.a                                                               |
| 1946 | Emberi kötelékekről                  | Mildred Rogers                    | n.a                                                               |
| 1946 | Soha ne búcsúzz                      | Ellen Gayley                      | n.a                                                               |
| 1947 | Escape Me Never                      | Fenella MacLean                   | –                                                                 |
| 1947 | Always Together                      | Önmaga                            | (nincs a stáblistán)                                              |
| 1947 | The Voice of the Turtle              | Sally Middleton                   | –                                                                 |
| 1948 | The Woman in White                   | Laura Fairlie Ann Catherick       | –                                                                 |
| 1950 | Chain Lightning                      | Joan "Jo" Holloway                | –                                                                 |
| 1950 | Caged                                | Marie Allen                       | –                                                                 |
| 1950 | Three Secrets                        | Susan Adele Connors Chase         | –                                                                 |
| 1951 | Valentino                            | Joan Carlisle Sarah Gray          | –                                                                 |
| 1951 | A Millionaire for Christy            | Christabel "Christy" Sloane       | –                                                                 |
| 1951 | Detektívtörténet                     | Mary McLeod                       | n.a                                                               |
| 1952 | Scaramouche                          | Lenore                            | n.a                                                               |
| 1952 | Above and Beyond                     | Lucey Tibbets                     | –                                                                 |
| 1953 | Menekülés Fort Bravóból              | Carla Forester                    | Németh Borbála                                                    |
| 1954 | Hangyainvázió                        | Joanna Leiningen                  | Kiss Erika                                                        |
| 1954 | Királyok völgye                      | Ann Mercedes                      | n.a                                                               |
| 1955 | Sok folyón kell átkelni              | Mary Stuart Cherne                | n.a                                                               |
| 1955 | Félbeszakított dallam                | Marjorie Lawrence                 | n.a                                                               |
| 1955 | Az aranykezű férfi                   | Zosh Machine                      | 1. magyar változat: Vándor Éva 2. magyar változat: Zakariás Éva   |
| 1956 | Egy király és négy királynő          | Sabina McDade                     | n.a                                                               |
| 1957 | Lizzie                               | Elizabeth Lizzie Beth Richmond    | –                                                                 |
| 1957 | The Seventh Sin                      | Carolyn Carwin                    | –                                                                 |
| 1959 | Púp a háton                          | Eloise Rogers                     | n.a                                                               |
| 1960 | Haza a dombról                       | Hannah Hunnicutt                  | n.a                                                               |
| 1960 | The Gambler, the Nun and the Radio   | Cecelia nővér                     | –                                                                 |
| 1961 | Madison Avenue                       | Anne Tremaine                     | –                                                                 |
| 1961 | Return to Peyton Place               | Connie Rossi                      | –                                                                 |
| 1964 | Panic Button                         | Louise Harris                     | –                                                                 |
| 1965 | A muzsika hangja                     | Elsa Schräder bárónő              | Bencze Ilona                                                      |
| 1966 | The Oscar                            | Sophie Cantaro                    | –                                                                 |
| 1966 | An American Dream                    | Deborah Kelly Rojack              | –                                                                 |
| 1967 | Warning Shot                         | Mrs. Doris Ruston                 | –                                                                 |
| 1967 | A tigris vagy A tigris és a cicababa | Esperia Vincenzini                | 1. magyar változat: Földi Teri 2. magyar változat: Szakács Eszter |
| 1969 | Eye of the Cat                       | Danny néni                        | –                                                                 |
| 1969 | Hans Brinker                         | Brinker asszony                   | –                                                                 |
| 1971 | Maybe I'll Come Home in the Spring   | Claire Miller                     | –                                                                 |
| 1971 | Vanished                             | Sue Greer                         | –                                                                 |
| 1972 | Home for the Holidays                | Alex Morgan                       | –                                                                 |
| 1973 | The Great American Beauty Contest    | Peggy Lowery                      | –                                                                 |
| 1975 | Guess Who's Coming to Dinner         | Christine Drayton                 | –                                                                 |
| 1978 | The Bastard                          | Lady Amberly                      | –                                                                 |
| 1979 | Leégve                               | Mrs. Thoren                       | n.a                                                               |
| 1979 | She's Dressed to Kill                | Regine Danton                     | –                                                                 |
| 1980 | Once Upon a Spy                      | a Lady                            | –                                                                 |
| 1981 | Madame X                             | Katherine Richardson              | –                                                                 |
| 1991 | Dead on the Money                    | Catherine Blake                   | –                                                                 |

### Televíziós sorozatok
| Év        | Cím                                    | Szerep (zárójelben az évad (S) és/vagy az epizód (E) száma)                                      |
| --------- | -------------------------------------- | ------------------------------------------------------------------------------------------------ |
| 1960      | Buick-Electra Playhouse                | Cecilia nővér (S1E04)                                                                            |
| 1962      | Checkmate                              | Marion Bannion és Gussie Hill (S2E14)                                                            |
| 1963      | The Eleventh Hour                      | Connie Folsom (S1E18)                                                                            |
| 1963      | Bob Hope Presents the Chrysler Theatre | Fern Selman (S1E03)                                                                              |
| 1964      | Breaking Point                         | ? (S1E19)                                                                                        |
| 1964      | Kraft Suspense Theatre                 | Dorian Smith (S1E20)                                                                             |
| 1965      | Convoy                                 | Kate Fowler (S1E05)                                                                              |
| 1968      | The Man from UNCLE                     | Margitta Kingsley (S4E15 és E16)                                                                 |
| 1969–1970 | Bracken's World                        | Sylvia Caldwell                                                                                  |
| 1972      | Ghost Story                            | Paula Burgess (S1E07)                                                                            |
| 1977–1983 | Fantasy Island                         | 1977: Eunice Hollander Baines (S1E01) 1979: Peggy Atwood (S2E21) 1983: Alice Green nővér (S7E03) |
| 1978      | Hawaii Five-O                          | Mrs. Constance Kincaid (S10E13)                                                                  |
| 1979–1982 | Szerelemhajó                           | 1979: Alicia Fairchild Bradbury (S3E01 és E02) 1982: Rosie Strickland (S5E28)                    |
| 1980      | Vega$                                  | Laurie Bishop (S3E06)                                                                            |
| 1983      | Hotel                                  | Leslie DeVere (S1E10)                                                                            |
| 1984      | Finder of Lost Loves                   | Nora Spencer (S1E10)                                                                             |
| 1986      | Gyilkos sorok                          | Maggie Tarrow (S3E10)                                                                            |

## Díjak és jelölések
| Év   | Cím                   | Díj                                                                                   | Eredmény |
| ---- | --------------------- | ------------------------------------------------------------------------------------- | -------- |
| 1950 | Caged                 | Velencei Nemzetközi Filmfesztivál: Volpi Kupa a legjobb színésznőnek                  | Elnyerte |
| 1951 | Caged                 | Oscar-díj a legjobb női főszereplőnek                                                 | Jelölve  |
| 1952 | Detektívtörténet      | Oscar-díj a legjobb női főszereplőnek                                                 | Jelölve  |
| 1956 | Félbeszakított dallam | Oscar-díj a legjobb női főszereplőnek                                                 | Jelölve  |
| 1960 |                       | csillag a Walk of Fame-en                                                             | Elnyerte |
| 1963 | The Eleventh Hour     | Primetime Emmy-díj a legjobb női főszereplőnek (televíziós minisorozat vagy tévéfilm) | Jelölve  |
| 1970 | Bracken's World       | Golden Globe-díj a legjobb színésznőnek (televíziós drámasorozat)                     | Jelölve  |